# Гьотаелвен
Гьотаелвен или Йотаелвен (на шведски: Götaälven) е река в югозападната част на Швеция (провинция Вестра Йоталанд), вливаща се в протока Категат на Балтийско море. Дължина 95 km (с езерото Венерн и река Кларелвен 695 km), площ на водосборния басейн 50 229 km².

## Географска характеристика
Река Гьотаелвен изтича от крайния югозападен ъгъл на най-голямото шведско езеро Венерн, разположено на 44 m н.в., при град Венершбори, лен Вестра Йоталанд. По цялото си протежение тече в посока юг-югозапад по древен геоложки разлом, като преминава през каскада от водопади – при градовете Варгьон (4,5 m), Тролхетан (33 m) и Лила Едет (6,5 m). Влива се в североизточната част на протока Категат на Балтийско море, в чертите на град Гьотеборг.
Водосборният басейн на река Гьотаелвен обхваща площ от 50 229 km², като северната му част е на норвежка територия и се явява най-големия водосборин басейн на Скандинавския полуостров. Речната ѝ мрежа е двустранно развита. На североизток, изток и югоизток водосборният басейн на Гьотаелвен граничи с водосборните басейни на реките Юснан, Далелвен, Колбексон, Свартон, Нисан, Етран, Вискан и други по-малки, вливащи се в Балтийско море, а на запад – с водосборните басейни на реките Стейнселв, Глома и други по-малки, вливащи се в Северно море. Основен приток Слумпон (ляв).
Гьотаелвен има предимно снежно подхранване с ясно изразено пролетно пълноводие и слабо изразено зимно маловодие, но като цяло оттокът ѝ е целогодишно урегулиран. Среден годишен отток в устието 575 m³/s.

## Стопанско значение, селища
На реката са изградени няколко ВЕЦ-а, като най-голяма е тази при град Тролхетан. Част от водите ѝ се използват за промишлено водоснабдяване. След изграждането на обходния плавателен канал при водопада Тролхетан Гьотаелвен става плавателна по цялото си протежение за плиткогазещи речни съдове и чрез езерата Венерн и Ветерн и плавателния Гьота канал се свързва със западния бряг на Балтийско море.
Долината ѝ е гъсто заселена, като най-големите селища разположени по течението ѝ са градовете: Венершбори, Варгьон, Тролхетан, Лила Едет, Льодьосе, Елвенген, Кунгелв, Сурте и Гьотеборг.